# Rhadinothamnus euphemiae
Rhadinothamnus euphemiae là một loài thực vật có hoa trong họ Cửu lý hương. Loài này được (F. Muell.) Paul G. Wilson miêu tả khoa học đầu tiên năm 1971.